# FKBP8
FKBP8‏ (FK506 binding protein 8) هوَ بروتين يُشَفر بواسطة جين FKBP8 في الإنسان.